# Репина, Надежда Алексеевна
Надежда Алексеевна Репина (13 марта 1947, Москва — 21 мая 2025, там же) — советская и российская актриса театра, кино и дубляжа, кинорежиссёр и сценаристка.

## Биография
Родилась 13 марта 1947 года в Москве. После окончания школы некоторое время работала курьером в дирекции на Киностудии имени М. Горького. В 1971 году окончила актёрский факультет ВГИК, а в 1987 году — режиссёрский факультет (мастерская С. А. Герасимова и Т. Ф. Макаровой).
С 1971 года по 1993 год работала актрисой в Театре-студии киноактёра при киностудии «Мосфильм». Снялась более чем в 30 советских фильмах, имела опыт работы в качестве режиссёра и сценариста, также занималась озвучиванием.
Скончалась 21 мая 2025 года на 79-м году жизни в Москве.

## Личная жизнь
- Была замужем за режиссёром Андреем Разумовским. Они поженились во время учёбы на первом курсе ВГИКа[3], познакомившись на Киностудии имени Максима Горького. Сын — Андрей Разумовский-младший (род. 1973)[3][4].

## Фильмография

### Актёрские работы
- 1969 — У озера — жена Василия Черных
- 1969 — Странные люди (киноальманах) — туристка
- 1971 — Большой янтарь / Lielais dzintars — вторая солистка ансамбля «Янтарь»
- 1971 — За рулём Коробкины (короткометражный)
- 1972 — Любить человека — архитектор
- 1975 — Честное волшебное — Матушка Зима
- 1975 — Соло для слона с оркестром / Cirkus v cirkuse — Маша, жена ревнивца
- 1975 — Семейные дела Гаюровых — Налымова
- 1975 — Зона повышенной опасности (короткометражный)
- 1976 — Развлечение для старичков — жена Гены
- 1977 — Служебный роман — Алёна, сотрудница статистического учреждения, приятельница Верочки
- 1977 — По семейным обстоятельствам — клиентка в парикмахерской
- 1978 — Предварительное расследование — Дарья, невеста Чубатова (главная роль)
- 1981 — Чёрный треугольник — проститутка
- 1982 — Открытое сердце — Елена, сестра Славика

### Режиссёрские работы
- 1989 — Грань
- 1990 — Мне не забыть, не простить
- 1995 — 2021 — Ералаш (69 сюжетов)

#### Режиссёр сюжетов «Ералаша»
- 1993 — Выпуск № 98 (сюжет «Перебор»)
- 1994 — Выпуск № 103 (сюжет «Чёрное и белое / Блэк энд уайт»)
- 1995 — Выпуск № 108 (сюжет «Часы»)
- 1995 — Выпуск № 111 (сюжет «Крутые парни»)
- 1996 — Выпуск № 113 (сюжет «Мой ласковый и нежный зверь»)
- 1996 — Выпуск № 117 (сюжет «Вовка — дурачок»)
- 1996 — Выпуск № 120 (сюжет «Собачья жизнь»)
- 1999 — Выпуск № 134 (сюжет «Переселение душ»)
- 2000 — Выпуск № 137 (сюжет «Фотография 9х12»)
- 2000 — Выпуск № 138 (сюжет «Хозяюшка»)
- 2000 — Выпуск № 140 (сюжет «Неприятное известие»)
- 2000 — Выпуск № 141 (сюжет «Последняя просьба»)
- 2001 — Выпуск № 144 (сюжет «Холостой выстрел»)
- 2001 — Выпуск № 146 (сюжет «Сюрприз»)
- 2002 — Выпуск № 149 (сюжет «Все от Васи без ума!»)
- 2002 — Выпуск № 152 (сюжет «Пуд соли»)
- 2002 — Выпуск № 153 (сюжет «Золушка»)
- 2003 — Выпуск № 157 (сюжет «Никто, кроме меня»)
- 2003 — Выпуск № 158 (сюжет «Следствие»)
- 2003 — Выпуск № 163 (сюжет «Останемся друзьями!»)
- 2003 — Выпуск № 165 (сюжет «Роковая записка»)
- 2004 — Выпуск № 169 (сюжет «Контрабас»)
- 2004 — Выпуск № 174 (сюжет «Любовь с первого взгляда»)
- 2004 — Выпуск № 175 (сюжет «Соперницы»)

### Сценарные работы
- 1989 — Грань
- 1990 — Мне не забыть, не простить

#### Автор сценариев к сюжетам «Ералаша»
- 1994 — Выпуск № 103 (сюжет «Чёрное и белое / Блэк энд уайт»)
- 1997 — Выпуск № 125 (сюжет «Хорошие манеры»)
- 1999 — Выпуск № 131 (сюжет «Суженый, ряженый…»)

### Дубляж
- 1977 — Гариб в стране Джиннов / Qərib Cinlər Diyarında — Зарри (роль Амалии Панаховой)
- 1984 — Фавориты луны / Les favoris de la lune

## Награды и премии
- Премия Правительства Российской Федерации 2010 года в области культуры (17 декабря 2010 года) — за создание детского юмористического киножурнала «Ералаш»[5].